# 左孝同
左孝同（1857年—1924年），字子異、號逸叟，庵號遁齋，湖南湘陰（今湖南省湘陰縣）人，清朝政治人物，書法家，善篆書。左宗棠之子。

## 生平
光緒十一年（1885年）孝廉，後捐納為道尹。光緒廿八年（1902年），以四品京堂候補。光緒廿九年（1903年）署理光祿寺少卿。光緒三十年（1904年），實授。光緒卅一年（1905年），兼署順天府府丞。光緒卅二年（1906年），任光祿寺卿、宗人府府丞。光緒卅三年（1907年），授憲政編查館大臣、河南按察使。宣統元年（1909年），署河南布政使。1911年，江苏独立时，左孝同任江苏提法使兼布政使。宣統退位後，避居上海，不問世事。